# 上海共产主义小组
上海共产主义小组，正式名稱為共產黨，中国共产党第一个早期组织，又称上海共产党发起组。当代中国学界的正统观点，一般将1920年8月成立的上海共产主义小组，视为宣告中国共产党成立。次年，举行的中国共产党第一次全国代表大会，视为宣告中国共产党正式成立並已開始運作。

## 概述
五四运动后，1920年初，陈独秀、李大钊开始酝酿建立中国共产党。同年3月，共产国际代表魏金斯基来华，考察中国革命运动的实况和帮助筹建中国共产党。通过与李大钊、陈独秀的联系，经讨论取得了在中国建立一个新型无产阶级政党的一致意见。在魏金斯基的帮助下，陈独秀在上海积极开展了建党活动。1920年6月，陳獨秀在自己寓所召開会议，决定組建黨組織，先定名社会共产党，又稱社會黨。1920年7月19日，魏金斯基召开会议，討論建立中国共产党组织。1920年8月，上海共产主义小组成立，正式名稱為共產黨，陈独秀擔任書記，成员有李汉俊、沈玄庐、戴季陶、陈望道、施存统、杨明斋、俞秀松、沈雁冰、邵力子、李震瀛、李启汉、沈泽民、李达、周佛海十四人，后戴季陶、张东荪陆续退出。陈独秀被推为书记（12月后由李达、李汉俊分别代理）。小组以《新青年》为公开机关刊物。同年11月，创办秘密机关刊物《共产党》月刊。同月，制定了《中国共产党宣言》，明确宣布共产主义者的理想和奋斗目标，是要组织无产阶级政党，引导无产阶级去同资本家斗争，并要夺权政权。此外，1920年8月，领导建立了上海社会主义青年团。创办了《劳动界》周刊，目的是启发工人阶级觉悟。在沪西小沙渡纱厂开办劳动补习学校，领导成立了上海机器工会和上海印刷工会，并通过这两个工会分别开办《机器工人》和《世友画报》。此外上海共产主义小组举办外国语学社，选拔留学生到苏联。1921年，有20名学生分三批派往莫斯科东方大学学习，其中有刘少奇、罗亦农、任弼时、肖劲光、彭述之、汪寿华等人，学社由杨明斋负责。
1920年底，陈独秀等人形成了建立全国性共产党组织的设想，并于次年初起草了一份中国共产党党章。1921年6月，共产国际代表马林到达上海，提出召开中国共产党全国代表大会的建议。随即，陈独秀、李达、李大钊等商议确定在上海召开，上海小组负责人李达和李汉俊分别写信给各地共产主义小组，通知他们各派2名代表到上海，出席中国共产党第一次全国代表大会。李达、李汉俊作为该组代表，也出席了会议。至此，上海共产主义小组併入中國共產黨。